# Nordisk seglats
Nordisk seglats är en sedan 1990 årligen återkommande kappsegling på Skagerack och Kattegatt. I slutet av juni och början av juli besöker de en hamn i varje land, Sverige, Norge och Danmark. Syftet är att öka nordisk förståelse och samarbete genom en vänskaplig kappsegling på de farvatten som alltid har bundit de nordiska länderna samman. Fartygens besättningar består till stor del av ungdomar.

## Svenska värdstäder
- 2012 - Uddevalla
- 2011 - Varberg
- 2010 - Kungshamn
- 2009 - Skärhamn
- 2008 - Strömstad
- 2007 - Uddevalla
- 2006 - Mollösund
- 2005 - Lysekil
- 2004 - Marstrand

## Norska värdstäder
- 2012 - Risør
- 2011 - Fredrikstad
- 2010 - Kragerø
- 2009 - Halden
- 2008 - Fredrikstad
- 2007 - Tønsberg
- 2006 - Risør
- 2005 - Tvedestrand
- 2004 - Kragerø

## Danska värdstäder
- 2012 - Hals
- 2011 - Hobro
- 2010 - Hanstholm
- 2009 - Fredrikshavn
- 2008 - Læsø
- 2007 - Skagen
- 2006 - Strandby
- 2005 - Hirtshals
- 2004 - Saeby